# Herb Gwadelupy

Herb Gwadelupy

Herb Gwadelupy – przedstawia na tarczy kroju francuskiego w polu błękitnym głowicy (stanowiącej 1/3 wysokości tarczy) trzy złote stylizowane kwiaty lilii symbolizujące Francję. W polu dolnym czarnym widnieje złote promieniste słońce na zielonej łodydze trzciny cukrowej. W użyciu na wyspie (żandarmeria, skauci) jest też wersja herbu, gdzie pole dolne jest czerwone.
Herb opracowano na podstawie herbu stolicy Gwadelupy Basse-Terre. Herb w użyciu od lat 90. XX wieku, nie ma jednak statusu oficjalnego. Oficjalnym godłem jest godło Francji.